# Ukita Hideie
Ukita Hideie (宇喜多秀家, 1573-17 décembre 1655) était le daimyo d'Okayama, fils d'Ukita Naoie. Devenu favori de Hideyoshi Toyotomi, il épousa une de ses filles adoptives, Gō-hime. Il assiste Hideyoshi dans toutes ses campagnes militaires, notamment en Corée où il fut général en chef (guerre d'Imjin). La confiance que Hideyoshi lui portait était telle qu'il lui confia la garde de son fils adoré Hideyori Toyotomi.
Il combattit Ieyasu Tokugawa à la bataille de Sekigahara en 1600 et réussit à s'échapper lors de la défaite mais perdit ses domaines. Capturé en 1603, il fut envoyé en exil à Hachijō-jima en 1606.
Il était également membre du Conseil des cinq Anciens.